# Liste de livres sur la danse
On trouvera ci-après une liste de livres relatifs à la danse, au ballet, à l'histoire de la danse, etc., classés par auteur. On se limitera à citer l'édition originale.
- Haut – A
- B
- C
- D
- E
- F
- G
- H
- I
- J
- K
- L
- M
- N
- O
- P
- Q
- R
- S
- T
- U
- V
- W
- X
- Y
- Z

## A

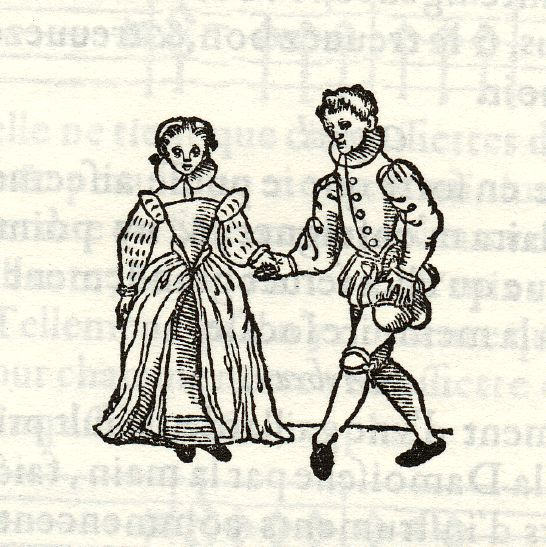
Arbeau, Orchésographie (1589).

- Léopold Adice, Théorie de la gymnastique de la danse théâtrale, Paris, N. Chaix, 1859.
- Paul Agnel, La Passion du jour. La danse à travers les âges et les pays. Les grandes danseuses européennes, Paris, Revue des Indépendants, 1927.
- A. Ajas, Traité pratique de la danse donnant la technique détaillée mise à la portée de tous, Paris, Garnier, 1910.
- P.E. Alerme, De la danse considérée sous le rapport de l'éducation physique, Paris, Imprimerie de Goetschy, 1830.
- Gasparo Angiolini, Dissertation sur les ballets pantomimes des Anciens, pour servir de programme au ballet pantomime tragique de Sémiramis, Vienne, Jean-Thomas de Trattnern, 1765.
- Christophe Apprill, Sociologie des danses de couple, Paris, L'Harmattan, 2005.
- Christophe Apprill, Le Tango argentin en France, Paris, Anthropos, 1998.
- Thoinot Arbeau, Orchésographie, et traicté en forme de dialogue, par lequel toutes personnes peuvent facilement apprendre & practiquer l'honneste exercice des dances, Langres, Jehan des Preyz, 1589.
- Antonius Arena, Ad suos compagnones, qui sunt de persona friantes, bassas bansas & branlos practicantes, novellas de guerra romana, neapolitana & gennuensi, mandat, Lyon, Claude Nourry, 1528.
- Walter Arndt, Tanz- und Bewegungsschrift, Dresde, Dresdner Verlag, 1951.
- Georges Arout, La Danse contemporaine, Paris, Fernand Nathan, 1955.
- Hermann & Marianne Aubel, Der künstlerische Tanz unserer Zeit. Mit 105 großen Bildseiten, Königstein im Taunus, Leipzig, Karl Robert Langewiesche, 1935.
- Charles Aubert, L'Art mimique ; suivi d'un traité de la pantomime et du ballet, Paris, E. Meuriot, 1901.
- H.M. Audran, Nouveau traité pratique de danse et de maintien. Danses modernes et d'autrefois ; le cotillon, Paris, A.L. Guyot, (1896).

## B

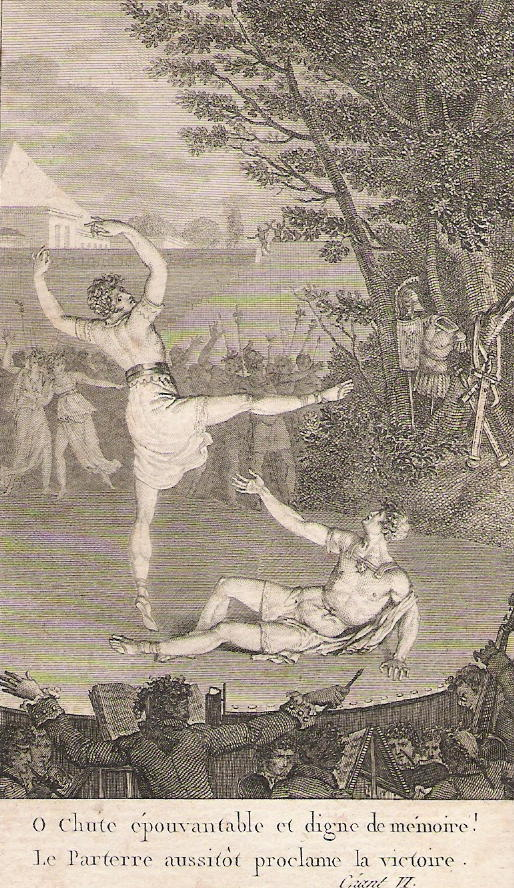
Berchoux, La danse ou les dieux de l'opéra (1806).

- Alexis Bacquoy-Guédon, Méthode pour exercer l'oreille à la mesure, dans l'art de la danse, Amsterdam, Paris, Valade, c. 1784.
- Claude Baignères, Ballets d'hier et d'aujourd'hui, Paris, Le Bon Plaisir, 1954.
- Jacques Baril, Dictionnaire de danse, Paris, Seuil, 1964.
- Jacques Baril, La Danse moderne, d'Isadora Duncan à Twyla Tharp, Paris,  Vigot, 1977.
- Auguste Baron, Lettres et entretiens sur la danse ancienne, moderne, religieuse, civile, et théâtrale, Paris, Dondey-Dupré, 1824.
- George Beardmore, Belle du Ballet, série de bande dessinée, 1952-1964.
- Balthazar de Beaujoyeulx, Balet comique de la Royne, faict aux nopces de monsieur le Duc de Joyeuse & madamoyselle de Vaudemont sa sœur, Paris, Adrian Le Roy, Robert Ballard et Mamert Patisson, 1582.
- Cyril W. Beaumont, Complete Book of Ballets. A Guide to the Principal Ballets of the Nineteenth ans Twentieth Centuries, Londres, Putnam, 1937.
- Tessa Beaumont, La Leçon de danse, Paris, Hachette, 1981.
- Samuel Rudolph Behr, L'Art de bien danser, oder die Kunst wohl zu Tantzen, Leipzig, Martin Fulde, 1713.
- Joseph Berchoux, La Danse, ou les dieux de l'opéra, poëme, Paris, Giguet et Michaud, 1806.
- Berthe Bernay, La Danse au théâtre. Illustrations par E. Dousdebès, Paris, E. Dentu, 1890.
- Claude Bessy, La Danse et l'enfant, Paris, Hachette, 1981.
- Oskar Bie, Der Tanz ; mit Buchschmuck von Karl Walser und hundert Kunstbeilagen, Berlin, Bard, Marquardt & Co, 1906.
- Carlo Blasis, Traité élémentaire, théorique et pratique de l'art de la danse contenant les développemens, et les démonstrations des principes généraux et particuliers, qui doivent guider le danseur, Milan, Joseph Beati et Antoine Tenenti, 1820.
- Carlo Blasis, Manuel complet de la danse, comprenant la théorie, la pratique et l'histoire de cet art depuis les temps les plus reculés jusqu'à nos jours; à l'usage des amateurs et des professeurs, Paris, Roret, 1830.
- Johann Christian Bleßmann, Characteristische englische Tänze, Lübeck, Christian Iversen, 1777.
- Franz Magnus Böhme, Geschichte des Tanzes in Deutschland, Leipzig, Breitkopf und Härtel, 1886.
- Max von Böhn, Der Tanz, Berlin, Wegweiser-Verlag, 1925.
- Rosita Boisseau, Panorama de la danse contemporaine. 90 chorégraphes, Paris, éditions Textuel, 2006  (ISBN 2-84597-188-5).
- Rosita Boisseau, Philippe Decouflé, Paris, éditions Textuel, 2003  (ISBN 2-84597-096-X).
- Rosita Boisseau, Régine Chopinot, Paris, éditions Armand Colin, 1990.
- Natal Jacome Boném, Tratado dos principaes fundamentos da dança, Coimbra, Irmaõs Ginhoens, 1767.
- Jacques Bonnet, Histoire générale de la danse sacrée et profane ; ses progrès et ses révolutions, depuis son origine jusqu'à présent, Paris, d'Houry fils, 1723.
- [Borin], L'art de la danse, par Mr *****, Paris, Jean-Baptiste Christophe Ballard, 1746.
- Claude-François-Félix Boulenger de Rivery, Recherches historiques et critiques sur quelques anciens spectacles, et particulièrement sur les mimes et sur les pantomimes, Paris, Jacques Mérigot fils, 1751.
- Paul Bourcier, Histoire de la danse en Occident, Paris, Seuil, 1978.
- Marcelle Bourgat, Technique de la danse, Paris, P.U.F., 1946.
- Christine Boutaud, Le Rock'n roll. Enseignement de Bachir Arar, tome I : Les Bases, Auvers-sur-Oise, éditions EFAC, 2004  (ISBN 2-9523614-0-1).
- Marcel Bouteron, Danse et musique romantiques, Paris, Le Goupy, 1927.
- [Brieux Saint-Laurent], Quelques mots sur les danses modernes. Aux pères de famille et au clergé, Paris, C. Douniol, 1856.

## C

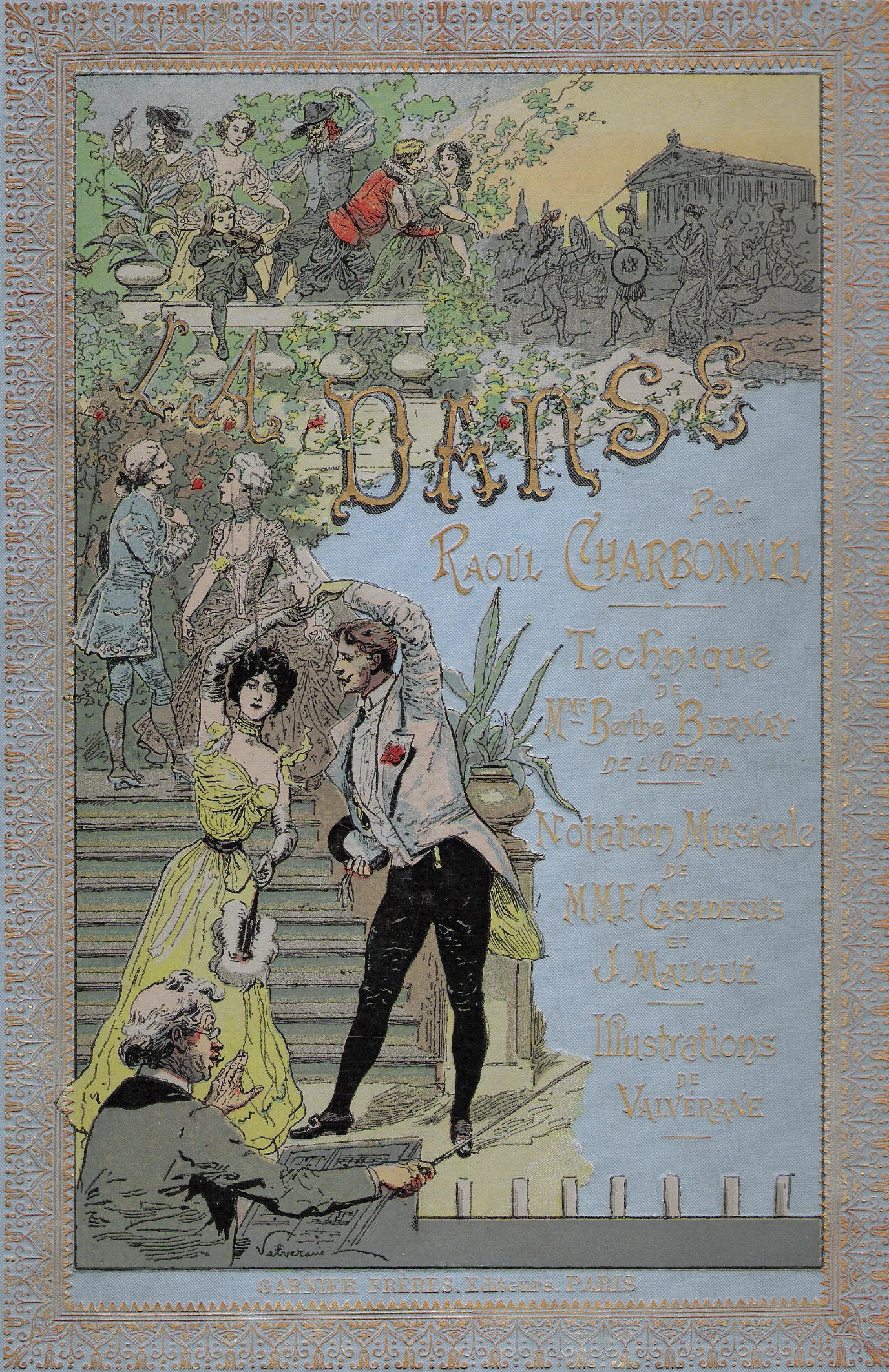
Charbonnel, La Danse (1899).

- Louis de Cahusac, La Danse ancienne et moderne ou Traité historique de la danse, La Haye, Jean Neaulme, 1754.
- Fabritio Caroso, Il ballarino di M. Fabritio Caroso da Sermoneta, diviso in due trattati, Venise, Francesco Ziletti, 1581.
- Castil-Blaze, La Danse et les ballets depuis Bacchus jusqu'à Mademoiselle Taglioni, Paris Paulin, 1832.
- Henri Cellarius, La Danse des salons, par Cellarius, dessins de Gavarni, gravés par Lavieille, Paris, l'auteur, 1847.
- Ludovic Celler, Les Origines de l'opéra et le ballet de la Reine (1581). Étude sur les danses, la musique, les orchestres et la mise en scène au XVIe siècle, avec un aperçu des progrès du drame lyrique depuis le XIIIe siècle  jusqu'à Lully, Paris, Didier, 1868.
- Jacqueline Challet-Haas, Manuel pratique de danse classique. Analyse des principes et de la technique de la danse, Paris, Amphora, 1979.
- Raoul Charbonnel, La Danse. Comment on dansait. Comment on danse, Paris, Garnier frères, (1899).
- J.-M. de Chavannes, Principes du menuet, et des révérences, nécessaires à la jeunesse de savoir, pour se présenter dans le grand monde, Luxembourg, Héritiers d'André Chevalier, 1767.
- Marie-Françoise Christout, Histoire du ballet, Paris, PUF, 1966.
- Marie-Françoise Christout, Le Ballet de cour de Louis XIV, 1643-1672, Paris, Picard, 1967.
- Marie-Françoise Christout, Le Ballet occidental. Naissance et métamorphoses. XVIe-XXe siècles, Paris, Desjonquères, 1995.
- Charles Clément, Principes de corégraphie ou l'art d'écrire et de lire la danse par caractères demonstratifs, Paris, Denis, 1771.
- Charles Compan, Dictionnaire de danse, contenant l'histoire, les règles & les principes de cet art, avec des réflexions critiques, & des anecdotes curieuses concernant la danse ancienne & moderne ; le tout tiré des meilleurs auteurs qui ont écrit sur cet art. Ouvrage dédié à Mademoiselle G** (Guimard), Paris, Cailleau, 1787 (lire en ligne).
- Pierre Conté, La Danse et ses lois, Paris, Arts et Mouvement, 1952.
- Gilberte Cournand, Beauté de la danse, Tours, Gautier-Languereau, 1977.

## D
- Lambert Daneau, Traité des danses, auquel est amplement résolue la question, à savoir s'il est permis aux Chrestiens de danser, (Genève), François Estienne, 1579.
- Henri Joannis Deberne, Danser en société, éditions Bonneton, 1999  (ISBN 2-86253-229-0).
- Alfred Delvau, Les Cythères parisiennes. Histoire anecdotique des bals de Paris, Paris, Dentu, 1864.
- Jean-Étienne Despréaux, Mes passe-temps : chansons suivies de l'Art de la danse, poëme en quatre chants, calqué sur l'Art poétique de Boileau Despréaux, Paris, Petit, 1807.
- G. Desrat, Dictionnaire de la danse historique, théorique, pratique et bibliographique depuis l'origine de la danse jusqu'à nos jours, Paris, Librairies-Imprimeries réunies, 1895.
- Claude-Joseph Dorat, La Danse, chant quatrième du poëme de la Déclamation précédée de notions historiques sur la danse, & suivie d'une réponse à une lettre écrite de province, Paris, Sébastien Jorry, 1767.
- Giambattista Dufort, Trattato del ballo nobile, Naples, Felice Mosca, 1728.
- Guillaume Dumanoir, Le Mariage de la musique avec la dance, contenant la réponce au livre des treize prétendus Académistes, touchant ces deux arts, Paris, Guillaume de Luyne, 1664.

## E
- Maurice Emmanuel, La danse grecque antique, d'après les monuments figurés, Paris, Hachette, 1896.
- Juan de Esquivel Navarro, Discursos sobre el arte del dançado, y sus Excelencias y primer origen, reprobando las acciones deshonestas, Séville, Juan Gomez de Blas, 1642.
- John Essex, For the Further Improvement of Dancing, a Treatis of Chorography or ye Art of Dancing Country Dances, Londres, J. Walsh & P. Randall, 1710.

## F

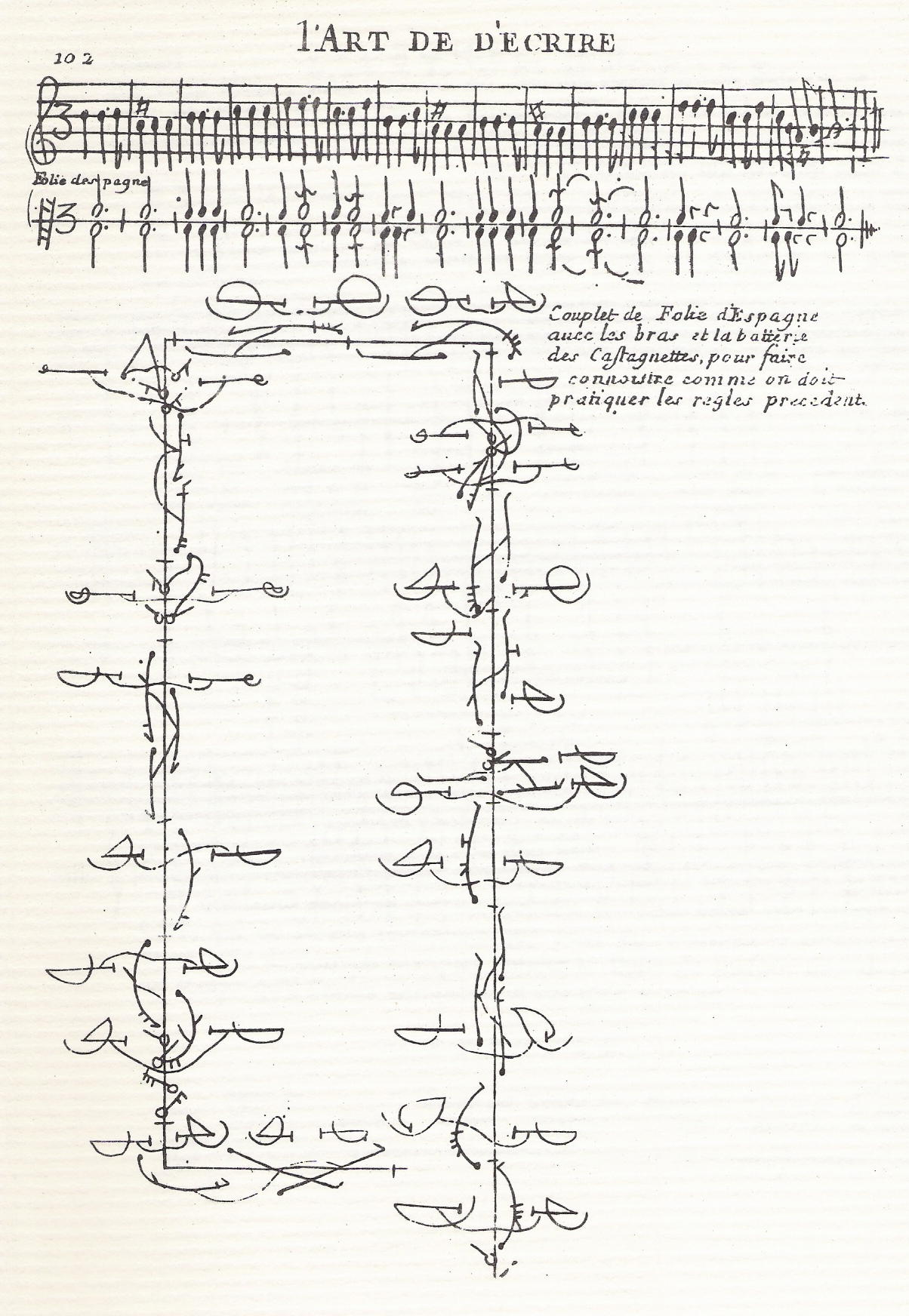
Feuillet, Chorégraphie (1700).

- C.J. von Feldenstein, Erweiterund des Kunst nach der Chorographie zu tanzen, Brunswick, 1772.
- Bartholomé Ferriol y Boxeraus, Reglas utiles para los aficionados a danzar, Capoa (Malaga), Joseph Testore, 1745.
- François Fertiault, Histoire anecdotique et pittoresque de la danse chez les peuples anciens et modernes, Paris, Auguste Aubry, 1854 (lire en ligne).
- André Fertier, Danse handicap, 1997  (ISBN 2-9510514-1-7).
- Raoul Feuillet, Chorégraphie ou l'art de décrire la dance, par caractères, figures et signes démonstratifs, avec lesquels on apprend facilement de soy-même toutes sortes de dances, Paris, Michel Brunet, 1700.
- Anne-Marie Fighiera, 25 danses à apprendre chez soi, 1992  (ISBN 2-9506937-0-9).
- Laure Fonta, Les Danses de nos pères. Reconstitution des anciennes danses des XVIIe et XVIIIe siècles avec gravures, théorie, musique, réglées pour amateurs à l'usage des salons, Paris, Choudens, (1895).
- Dominique Frétard, La Danse contemporaine : danse et non danse, Paris, Cercle d'art, 2004.

## G
- Giovanni Gallini, A Treatise on the Art of Dancing, Londres, R. and J. Dodsley, T. Becket, W. Nicholl, 1762.
- Abbé François-Louis Gauthier, Traité contre les danses et les mauvaises chansons, dans lequel le danger & le mal qui y sont renfermés sont démontrés par les témoignages multipliés des saintes Ecritures, Paris, A. Boudet, 1769.
- Roger Garaudy, Danser sa vie, Le Seuil, 1973.
- Théophile Gautier, Écrits sur la danse, Arles, Actes Sud, 1995.
- Philippe Gawlikowski, Guide complet de la danse contenant le quadrille, la polka, la polka-mazurka, la redowa, la schotisch, la valse, le quadrille des Lanciers, toutes les figures du cotillon, et la mazurka polonaise, avec la musique, Paris, Taride, 1858.
- Eugène Giraudet, Traité de la danse. Seul guide complet renfermant 200 danses différentes de salons, grands bals, sociétés, théâtre, concert; province et étranger ; avec 500 dessins et figures explicatives, Paris, l'auteur, (1890).
- J.H. Gourdoux, Principes et notions élémentaires sur l'art de la danse pour la ville, suivi des manières de civilité qui sont des attributions de cet art ; par J.H.G., Paris, l'auteur, 1811.
- Jean-Michel Guilcher, La contredanse et les renouvellements de la danse française, Paris, Mouton, 1969.
- Guillemin, Chorégraphie, ou l'art de décrire la danse, Paris, Petit, 1784.

## H
- Hélène Hachard, La Danse, Paris, Larousse, 1977.
- Arnold Haskell, Balletomania. The Story of an Obsession, Londres, Victor Gollancz, 1934.
- Francisco Herrera, M. Weber, Dictionnaire de la danse, Valence, Piles, 1995.
- Guy Howard, Technique of Ballroom Dancing, Brighton, 1976.

## J
- Dominique Jamet et Jean-Michel Guy, Les Publics de la danse, ministère de la Culture, Paris, La Documentation française, 1991.
- Christine Jeannin, Chaussons de pointes, éditions Désiris, 2007.
- Josson, Traité abrégé de la danse, Angers, A.J. Jahyer, 1763.

## K
- Johann Heinrich Kattfuß, Chorégraphie, oder vollständige und leicht faßliche Anweisung zu den verschiedenen Arten der heut zu Tage beliebtesten gesellschaftlichen Tänze für Tanzliebhaber, Vortänzer und Tanzmeister, Leipzig, Heinrich Graff, 1800.
- Bernhard Klemm, Katechismus der Tanzkunst, Leipzig, J.J. Weber, 1855.
- Boris Kochno, Le Ballet en France, du quinzième siècle à nos jours. Avec la collaboration de Maria Luz. Lithographie originale de Picasso, Paris, Hachette, 1954.
- Horst Koegler, The Concise Oxford Dictionary of Ballet, Oxford, New York, Oxford University Press, 1977.
- John Franklin Koenig, La Danse contemporaine, Paris, Fayard, 1980.

## L

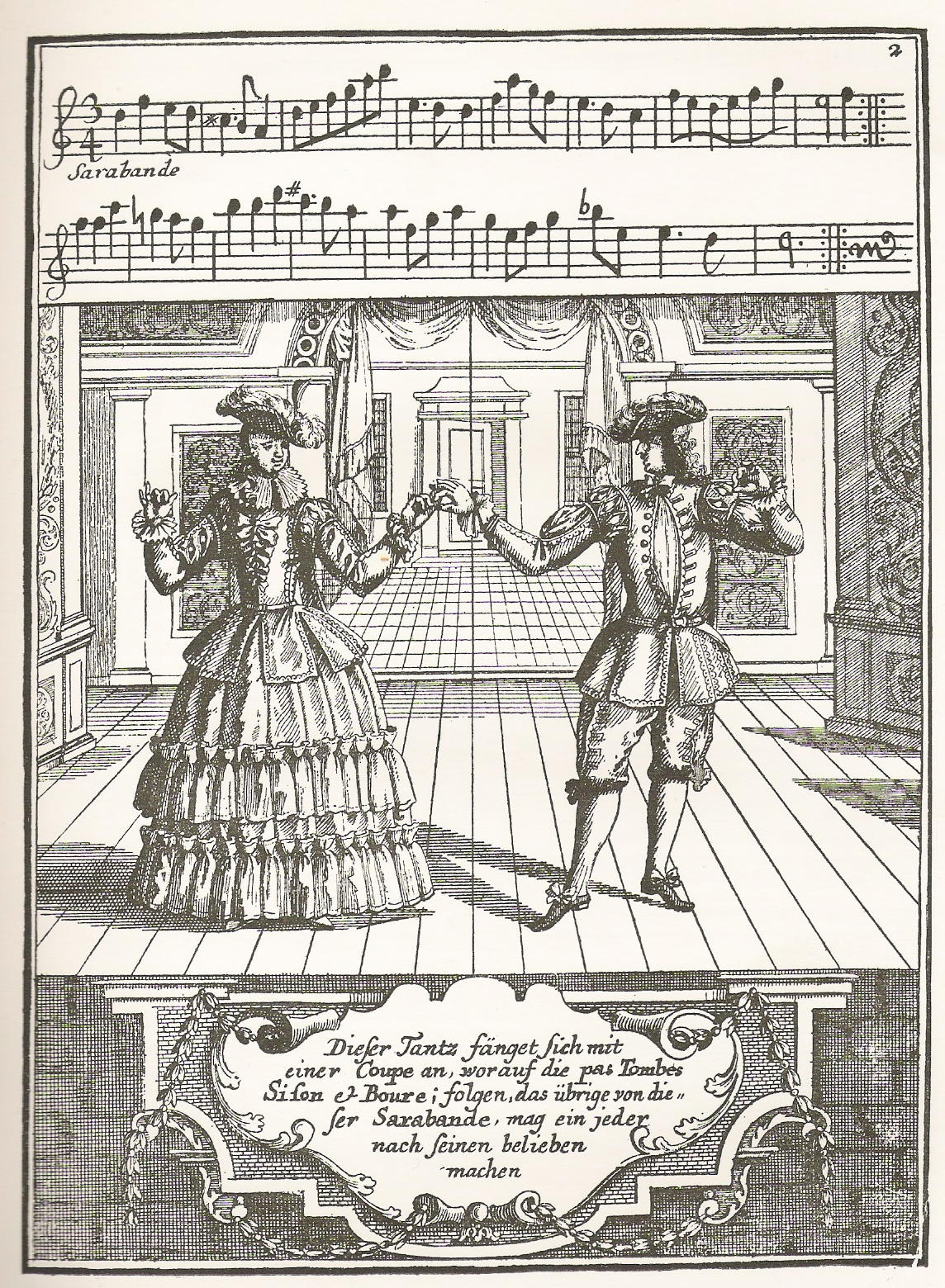
Lambranzi, Nuova e curiosa scuola de' balli theatrali (1716).

- Rose-Marie Laane, Danse classique et mécanismes corporels, Amphora, 1983.
- Rose-Marie Laane, Pédagogie de la danse classique, Amphora, 1981.
- Gregorio Lambranzi, Nuova e curiosa scuola de' balli theatrali - Neue und curieuse theatralische Tantz-Schul, Nuremberg, Johann Jacob Wolrab, 1716.
- François de Lauze, Apologie de la danse et la parfaicte méthode de l'enseigner tant aux cavaliers qu'aux dames, s.l., 1623.
- Louis César de La Baume Le Blanc, duc de La Vallière, Ballets, opéra, et autres ouvrages lyriques, par ordre chronologique depuis leur origine ; avec une table alphabétique des ouvrages et des auteurs, Paris, Bauche, 1760.
- Pierre Legendre, La Passion d'être un autre : étude pour la danse, Paris, Seuil, 1978.
- Philippe Le Moal (dir.), Dictionnaire de la danse, Paris, Larousse, 1999, (Lire en ligne).
- Serge Lifar, Traité de danse académique, Paris, Bordas, 1952.
- Antoine Livio, Béjart, Lausanne, Editions Ex-Libris, 1972.
- Marie-Joëlle Louison-Lassablière, Études sur la danse, Paris, éditions L'Harmattan, 2003.
- Marie-Joëlle Louison-Lassablière, Feuillets pour Terpsichore, Paris, éditions L'Harmattan, 2007.
- Marie-Joëlle Louison-Lassablière, Ad suos compagnones... d'Arena (1531), édition bilingue, Paris, Honoré Champion, 2012.
- Laurence Louppe, Poétique de la danse contemporaine, Bruxelles, Contredanse, 1997.
- Lussan-Borel, Traité de danse avec musique, contenant toutes les danses de salon, Paris, L. Labrousse, 1900.

## M
- Claude-Marc Magny, Principes de chorégraphie, suivis d'un traité de la cadence, qui apprendra les tems & les valeurs de chaque pas de la danse, détaillés par caractères, figures & signes démonstratifs, Paris, Duchesne, La Chevardière, 1765.
- Gennaro Magri, Trattato teorico-prattico di ballo, Naples, Vincenzo Orsino, 1779.
- Malpied, Traité sur l'art de la danse, Paris, Bouin, c. 1770.
- J.J. Martinet, Essai ou principes élémentaires de l'art de la danse, Lausanne, Monnier et Jacquerod, 1797.
- Nadège Maruta, L'Incroyable Histoire du cancan : Rebelles et insolentes, les Parisiennes mènent la danse, Paris, Parigramme, 2014  (ISBN 9782840968597).
- Claude-François Ménestrier, Des ballets anciens et modernes selon les règles du théâtre, Paris, René Guignard, 1682.
- Marcelle Michel et Isabelle Ginot, La Danse au XXe siècle, Paris, Larousse, 1995.
- Pablo Minguet e Yrol, Arte de danzar à la francesa, Madrid, Antonio Sanz, 1737.
- Médéric-Louis-Élie Moreau de Saint-Méry, De la danse, Parme, Bodoni, 1801 (lire en ligne).

## N

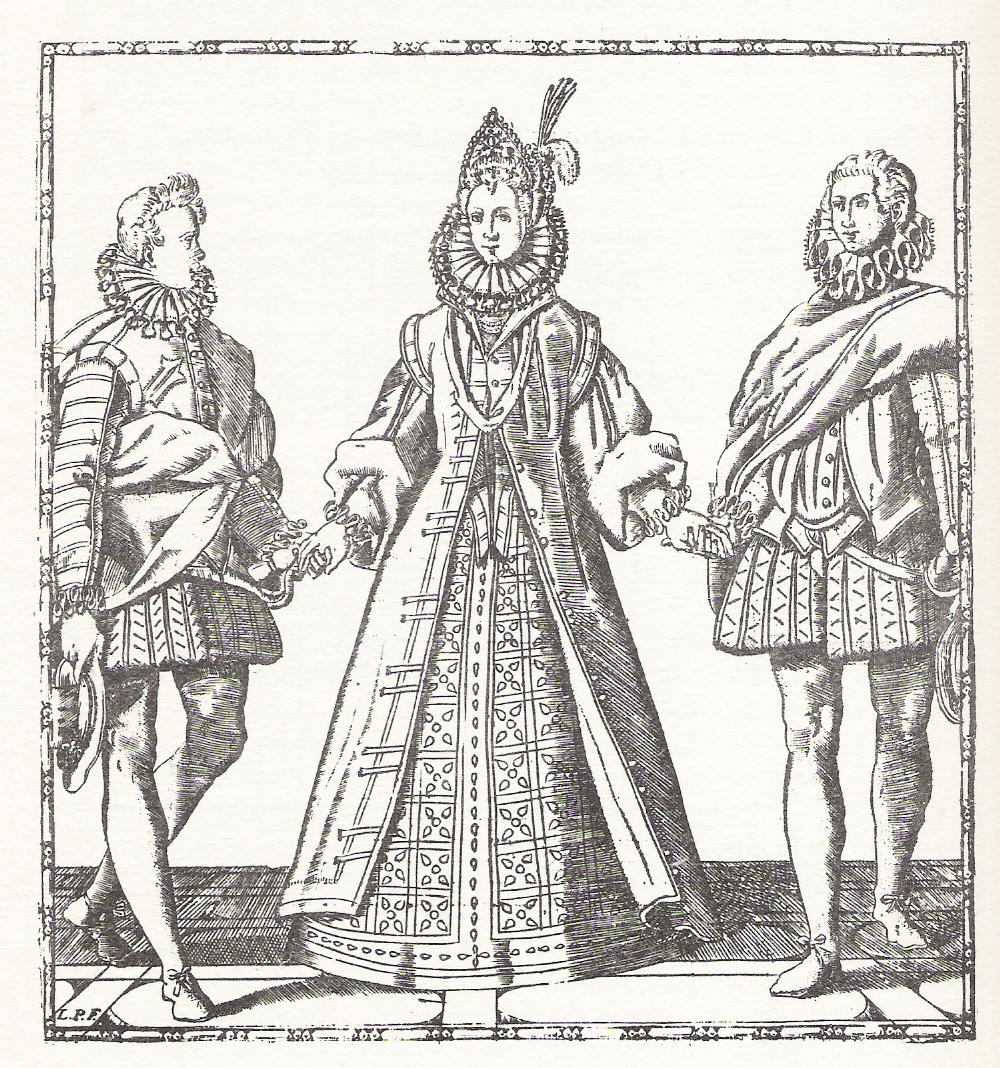
Negri, Le Gratie d'amore (1602).

- Cesare Negri, Le Gratie d'Amore, di Cesare Negri Milanese, detto il Trombone, professore di ballare, opera nova, et vaghissima, divisa in tre trattati, Milan, Pacifico Pontio & Gio. Battista Piccaglia, 1602.
- Jean-Georges Noverre, Lettres sur la danse, et sur les ballets, Lyon, Aimé Delaroche, 1760.

## P
- Julio Severin Pantezze, Methodo, ou explicaçam para aprender com perfeiçaõ a dançar as contradanças, Lisbonne, Francisco Liuz Ameno, 1761.
- Flavia Pappacena, Le Langage de la danse classique. Guide à l'interprétation des sources iconographiques, Gremese, 2012.
- Guillaume Paradin, Le Blason des danses, Beaujeu, Justinian et Philippe Garils, 1556.
- Johann Pasch, Beschreibung wahrer Tanz-Kunst, Francfort, Wolffgang Michahelles & Johann Adolph, 1707.
- Jean-Pierre Pastori, La Danse des vifs, L'Âge d'Homme, Lausanne, 1977.
- Charles Pauli, Élémens de la danse, Leipzig, U.C. Saalbach, 1756.
- Ebenezer Pemberton, An Essay for the Further Improvement of Dancing, Londres, J. Walsh, J. Hare, 1711.
- Wilfride Piollet, Barres flexibles, Sens et Tonka, 2008.
- Wilfride Piollet, Rendez-vous sur tes barres flexibles, Sens et Tonka, 2005.
- Germaine Prudhommeau et Geneviève Guillot, Grammaire de la danse classique, Paris, Hachette, 1969.
- Michel de Pure, Idée des spectacles anciens et nouveaux. Des anciens cirques, amphithéâtres, théâtres, naumachies, triomphes. Nouveaux. Comédie, bal, mascarades, carosels, courses de bagues & de testes ; des joustes, exercices & reveuës militaires, feux d'artifices, entrées des rois & des reynes, Paris, Michel Brunet, 1668.

## R

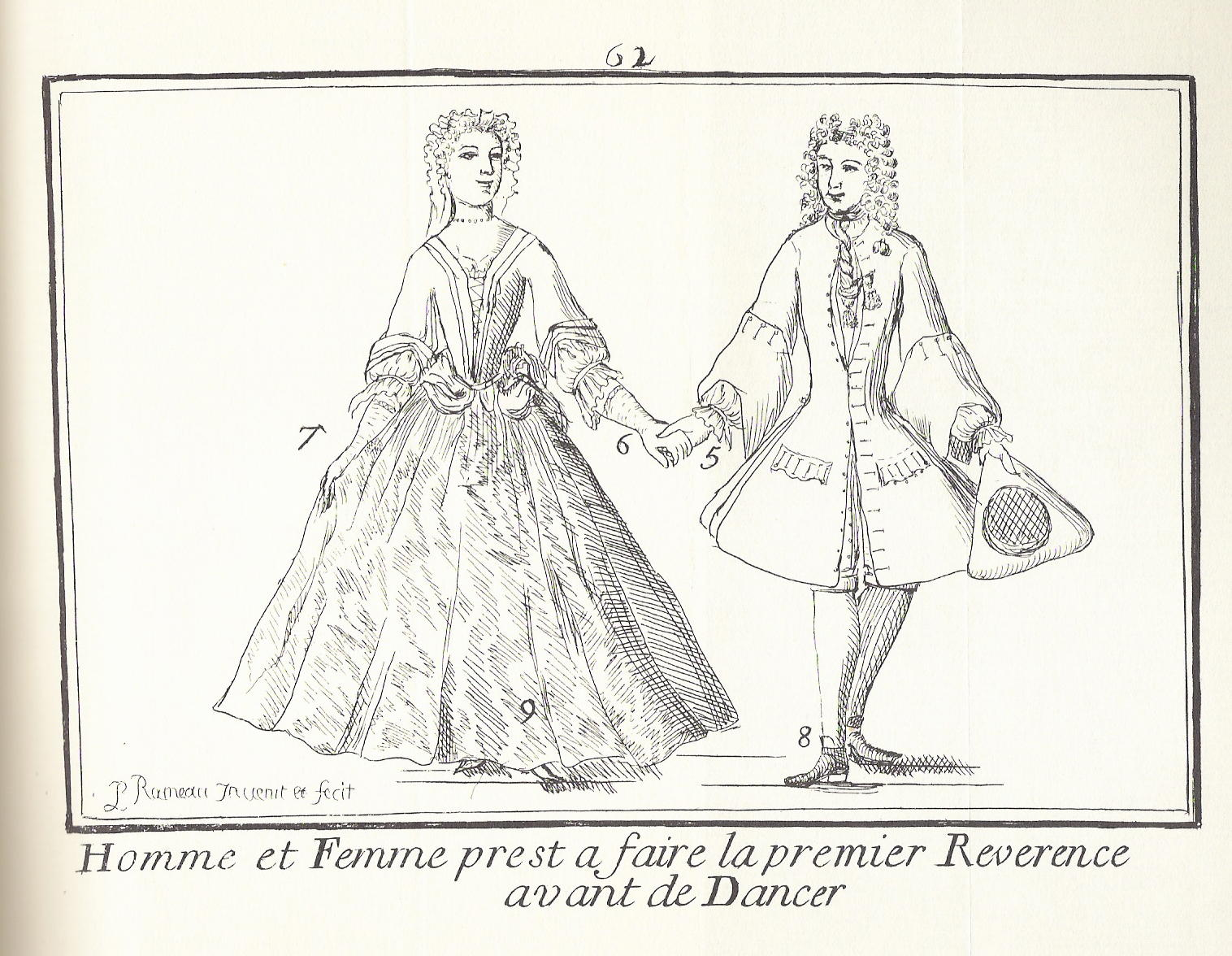
Rameau, Le Maître à danser (1725).

- Pierre Rameau, Abbrégé [sic] de la nouvelle méthode dans l'art d'écrire ou de traçer toutes sortes de danses de ville, Paris, l'auteur, 1725.
- Pierre Rameau, Le Maître à danser. Qui enseigne la manière de faire tous les différens pas de danse dans toute la régularité de l'art, & de conduire les bras à chaque pas, Paris, Jean Villette, 1725 (lire en ligne).
- Erastène Ramiro, Cours de danse fin de siècle. Illustrations de Louis Legrand, Paris, E. Dentu, 1892.
- Guido Regazzoni, Guide des danses de salon, éditions Solar, Paris, 1998  (ISBN 2-263-02764-5).
- Guido Regazzoni, Guide des danses latino-américaines, éditions Solar, Paris, 2000  (ISBN 2-263-02979-6).
- Felipe Rojo de Flores, Tratado de recreacion instructiva sobre la danza, Madrid, Imprenta Real, 1793.
- Christian Rolland, Le Rock'n'roll : technique de danse et pratique, Toulouse, Ch. Rolland éditeur, 2006.
- Franz Anton Roller, Systematisches Lehrbuch der bildenden Tanzkunst und körperlichen Ausbildung von der Geburt an bis zum vollendeten Wachsthume des Menschen, Weimar, Voigt, 1843.

## S
- Curt Sachs, Eine Weltgeschichte des Tanzes, Berlin 1933.
- Nicolas (?) de Saint-Hubert, La Manière de composer et faire réussir les ballets, Paris, François Targa, 1641.
- Suki Schorer, Suki Schorer et la technique Balanchine, Gremese, 2009.
- Gilbert Serres, Grands portés de pas de deux, Désiris, 2007.
- Gilbert Serres, Le Pas de deux, les portés, Désiris, 2002.
- Gilbert Serres, Enrico Cecchetti, l'homme, il maestro, Caravel, 2012.
- C. Sol, Méthode très facile et fort nécessaire pour montrer à la jeunesse de l'un et l'autre sexe la manière de bien dancer, La Haye, l'auteur, 1725.
- Henri de Soria, Histoire pittoresque de la danse, Paris, H. Noble, 1897.
- Vladimir Stepanov, Alphabet des mouvements du corps humain, Paris, Voigt, 1891.
- G. Stilb, Les Danses de salon, Paris, l'auteur, 1895.

## T
- Gottfried Taubert, Rechtschaffener Tanzmeister, oder gründliche Erkläring der frantzösischen Tantz-Kunst, Leipzig, Friedrich Lanckischens Erben, 1717.
- Jacqueline Thuilleux, Les Années Dupond au ballet français de Nancy, Nancy, Presses universitaires, 1981.
- Kellom Tomlinson, The Art of Dancing explained by Reading and Figures, Londres, l'auteur, 1735.

## V

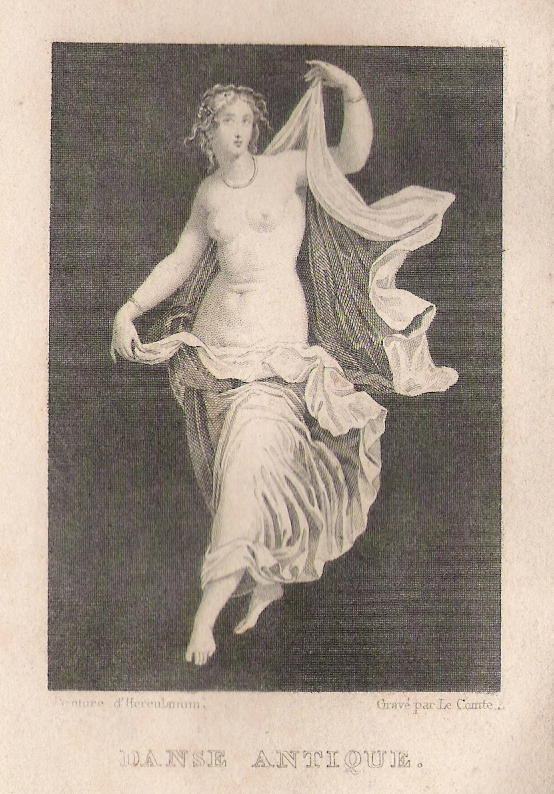
Voïart, Essai sur la danse (1823).

- Agrippina Vaganova, Principes du Ballet Classique : Technique du Ballet Russe, 1934, trad. fr. de J. Challet-Haas, 1993.
- Léandre Vaillat, Histoire de la danse, Paris, Plon, 1942 ; La Taglioni ou la vie d'une danseuse, Paris, Albin Michel, 1942 ; Réflexions sur la danse, Paris, Ed. de l'Artisan, 1947.
- Jean-Philippe Van Aelbrouck, Dictionnaire des danseurs, chorégraphes et maîtres de danse à Bruxelles de 1600 à 1830, préface de Bernard Foccroulle, Liège, Pierre Mardaga, 1994.
- Philippe Verrièle, La Question du chorégraphe via Pascal Montrouge, éditions Noÿs, 2008  (ISBN 978-2-917014-04-2).
- Désiré Vestris, Les Danses d'autrefois. De la pavane à la gavotte, Paris, Marpon et Flammarion, (1889).
- Philippe Vincent, Le procès des dances débattu, entre Phil. Vincent, ministre du Saint Évangile, en l'Église réformée de la Rochelle, d'une part. Et aucuns des Sieurs Jésuites de la mesme ville, d'autre, La Rochelle, Jean Chuppin, 1646.
- Élise Voïart, Essai sur la danse antique et moderne, Paris, Audot, 1823.
- Gaston Vuillier, La Danse, Paris, Hachette, 1898.

## W
- John Weaver, An Essay towards an History of Dancing, Londres, Jacob Tonson, 1712.

## Z
- Juan Antonio de Iza Zamácola, Elementos de la ciencia contradanzaria, Madrid, Viuda de Joseph García, 1796.